# Venta (commerce)
Pour les articles homonymes, voir Venta.

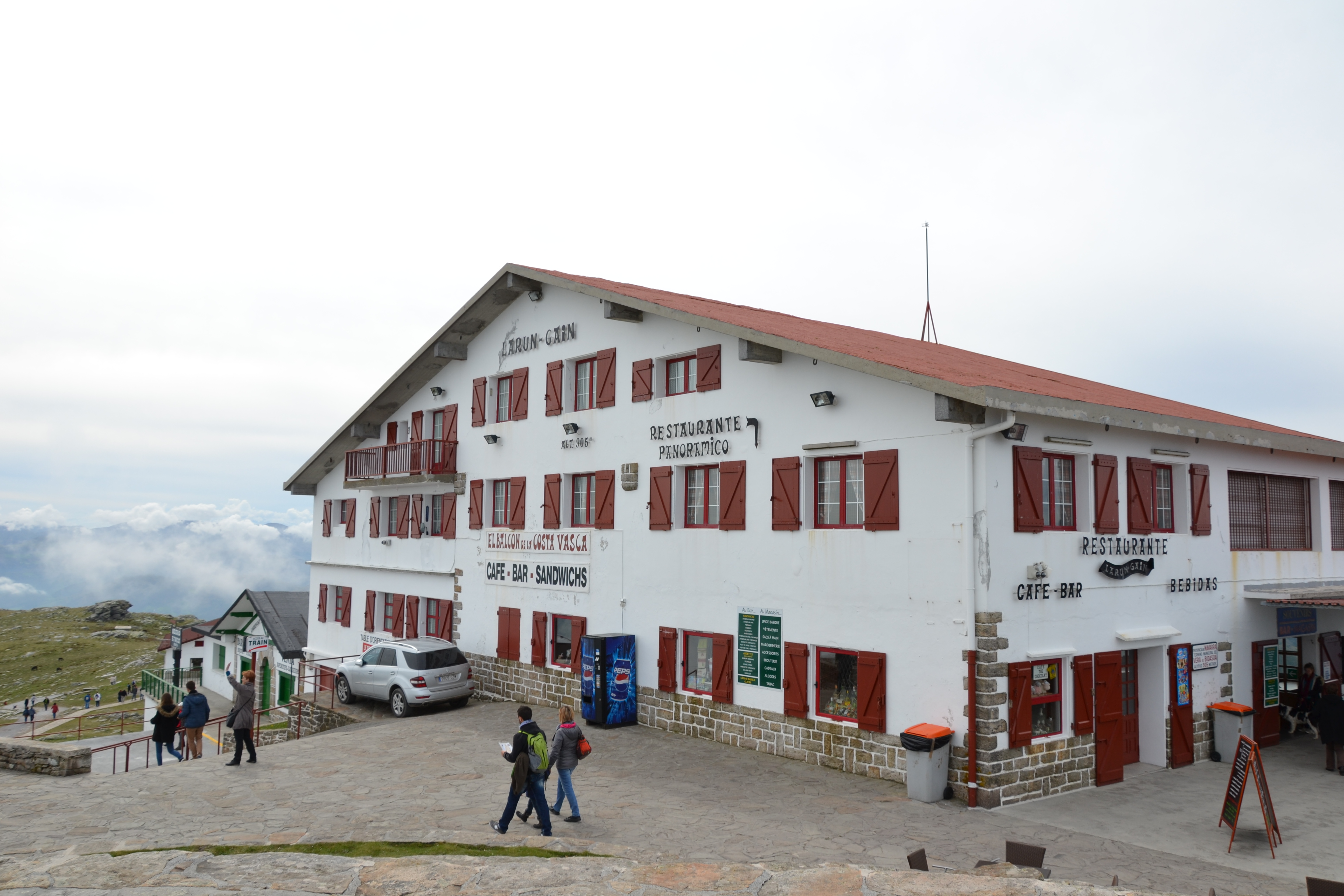
Benta en service du sommet de La Rhune, Pays basque espagnol.

Une venta, ventorro ou ventorrillo (mot espagnol signifiant « vente ») ou benta en basque est un établissement d'ancienne tradition destiné à la restauration et à l'hébergement des voyageurs. Celles qui demeurent encore en service contiennent parfois une boutique de vente de produits régionaux et proposent une prestation hôtelière.

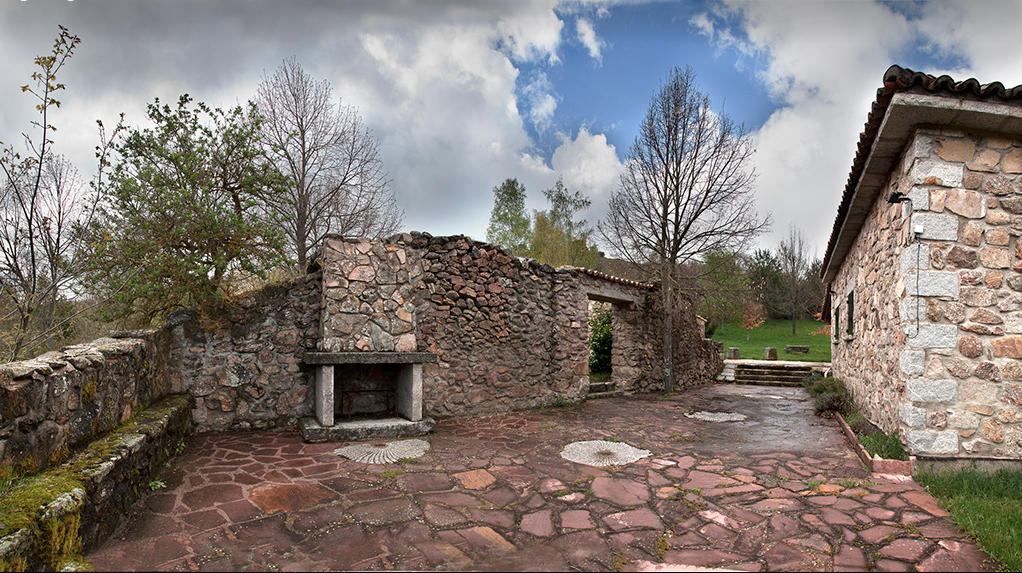
Ruines et reconstruction de la Venta de Cornejo (XIVe siècle).

Ces établissements à l'architecture populaire d'ancienne tradition sont situés à l'origine au bord de chemins ou dans des endroits dépeuplés, puis au bord de routes et actuellement parfois près d'aires de service. Ils peuvent être comparés à d'autres établissements à caractère historique comme les mesones ou les auberges. En Espagne, leur ancienneté est bien référencée et documentée dans des œuvres littéraires telles le Libro de Buen Amor (ca. 1330) ou Don Quichotte (1615), ou dans des peintures comme La Dispute à la Venta nueva, de Francisco de Goya. Ce terme est également utilisé dans certains pays hispano-américains, comme pour la Venta de Aguilar, la première à s'établir sur le chemin de Mexico à Veracruz, ou la populaire Venta de Perote, toutes deux au Mexique.

## Description
Bien que la structure architecturale peut varier en fonction des modèles populaires de chaque région, les ventas, en tant qu'établissements d'ensemble au service d'une certaine finalité (dont la datation en Espagne peut se remonter au Moyen Âge), ont en commun leur localisation, presque toujours isolée, aux croisements de chemins royaux, de passages, etc. D'autres éléments communs sont : la grande porte accessible aux charrues et une entrée unique pour l'ensemble du bâtiment ; les écuries intérieures et les basses-cours pour héberger le bétail en transit ; les granges pour héberger les muletiers et des chambres, en principe plutôt primitives, pour les commerçants, marchands et voyageurs. À ces éléments s'ajoutent la grande cuisine et salle à manger au rez-de-chaussée, la cour intérieure pavée avec un puits, des abreuvoirs, l'escalier d'accès à la galerie et aux étages supérieurs, d'autres salles comme des garde-mangers, etc.
En prenant comme référence la Venta de Quesada, que les voyageurs, chroniqueurs et historiens ont voulu identifier avec la venta-forteresse où Alonso Quichano fut armé chevalier, celle-ci est située sur le chemin royal de Madrid à Séville, comme point de restauration pour celles situées dans la Cañada Real Soriana Oriental. Même si cette venta de la Manche, en état de ruine déjà au XIXe siècle, disparut au milieu du XXe siècle et qu’il n’en demeure que quelques fragments matériels et le toponyme dans les anciennes cartes, certains historiens ont étudié sa structure à partir de documents comme la description du voyageur Alexandre Dumas vers 1846:

« Quant-à la venta de Quesada, c'est une espèce de château à moitié en ruine, dont les deux tourelles angulaires sont rongées par la main du temps, et dont le corps principal a une seule porte tel un œil mélancolique, qui conduit à une avant-cour couverte de fumier et de paille de blé. Dans les tourelles, ou plutôt à la moitié de ces tourelles, puisque le temps en a rongé les angles et fissuré aussi le centre ; à la moitié de ces tourelles, il y a une rangée de petites meurtrières.
Dans la venta de Quesada j'ai compté deux fenêtres qui annoncent le premier étage. Trois autres luminaires pittoresquement désordonnés illuminent la salle basse. Un quatrième trou donne sur une petite salle qui put être celle qui contint la bibliothèque chevaleresque que le bon curé brûla, sans autre pitié que le Calife Ornar en incendiant la bibliothèque d'Alexandrie. »

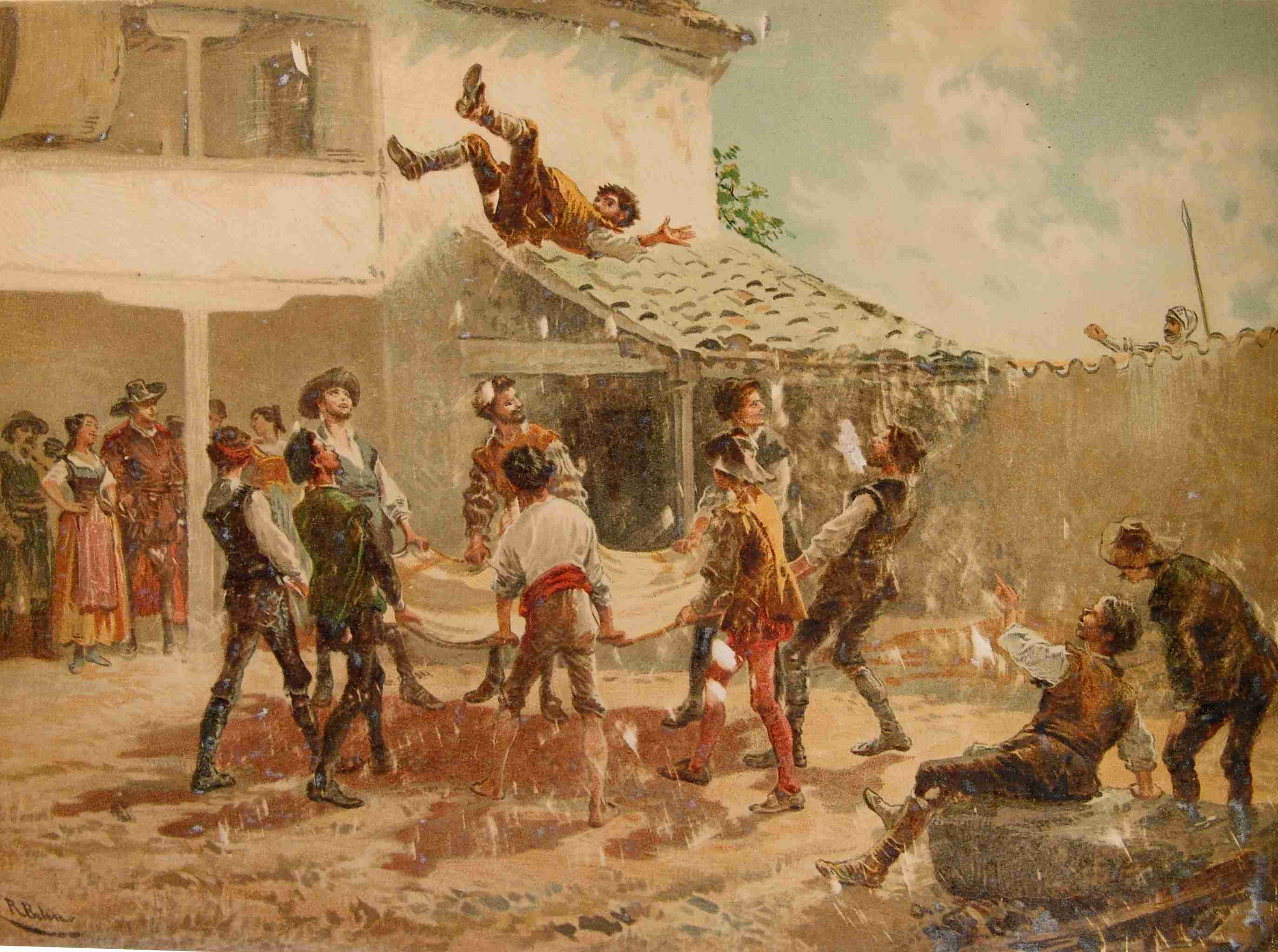
Le manteo de Sancho Panza dans la basse-cour de la venta. Illustration de Ricardo Balaca (vers 1880-1883).

### Protection patrimoniale
Les ventas de Castille-La Manche font partie du patrimoine culturel de cette communauté autonome, ce qui leur octroie la protection que la loi réserve aux biens de cette nature. Les ventas de Borondo (Daimiel, Ciudad Real) et de la Inés (Almodóvar del Campo, Ciudad Real) ont de plus été déclarées comme biens d'intérêt culturel,.

## Dans la littérature

### Les ventas de Don Quichotte
Les ventas, en tant que constructions typiques de l'architecture populaire de la Mancha, sont décrites dans différents chapitres par Cervantes, comme scénario de plusieurs aventures et mésaventures de l'ingénieux hidalgo don Quichotte de la Mancha (1615) ; parmi eux, l'un des épisodes les plus descriptifs est certainement celui qui est narré aux chapitres 2 et suivants de la première partie du roman.

« Alors regardant de toutes parts pour voir s'il ne découvrirait pas quelque château, quelque hutte de bergers, où il pût chercher un gîte et un remède à son extrême besoin, il aperçut non loin du chemin où il marchait une venta [traduit par "hôtellerie" dans la version française de Viardot], ce fut comme s'il eût vu l'étoile qui le guidait aux portiques, si ce n'est au palais de sa rédemption. Il pressa le pas, si bien qu'il y arriva à la tombée de la nuit. (...)
Et comme tout ce qui arrivait à notre aventurier, tout ce qu'il voyait ou pensait, lui semblait se faire ou venir à la manière de ce qu'il avait lu, dès qu'il vit la venta ["l'hôtellerie"], il s'imagina que c'était un château, avec ses quatre tourelles et ses chapiteaux d'argent bruni, auquel ne manquaient ni le pont-levis, ni les fossés, ni aucun des accessoires que de semblables châteaux ont toujours dans les descriptions. Il s'approcha de la venta ["l'hôtellerie"], qu'il prenait pour un château, et, à quelque distance, il retint la bride à Rossinante, attendant qu'un nain parût entre les créneaux pour donner avec son cor le signal qu'un chevalier arrivait au château. (...) »

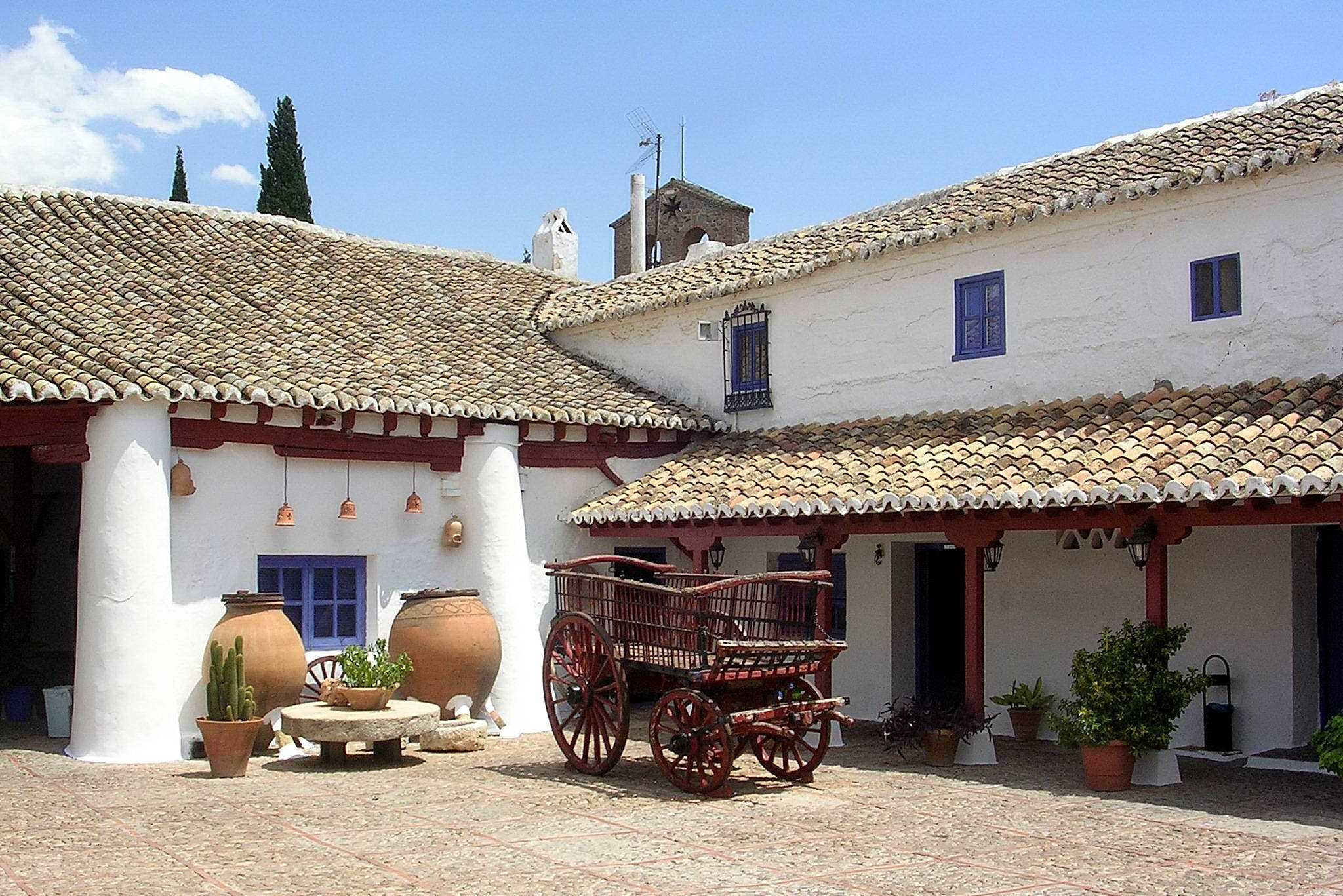
La supposée venta de Don Quichotte, à Puerto Lapiche, Ciudad Real.

### La venta de l'archiprêtre
Plusieurs paysages du Libro de Buen Amor (1330 et 1343) relatent les vicissitudes de Juan Ruiz, archiprêtre de Hita, dans la basse-médiévale Venta de Cornejo, établissement où –selon l'auteur– il dormit plusieurs fois en 1329,.

### La venta andalouse de Bécquer
Gustavo Adolfo Bécquer décrit minutieusement une venta andalouse, dans son récit titré La Venta de los Gatos, publié en novembre 1862, dans El Contemporáneo.

### La venta de Cidones
Dans la seconde édition de Campos de Castilla, le poète Antonio Machado publia en 1917 un poème situé dans la primitive vente sorianne de Cidones, titré "Au maître Azorín pour son livre Castilla", considéré comme l'un des textes définitoires de l'aspect le plus national de la Génération de 98.

### En Navarre et au Pays basque

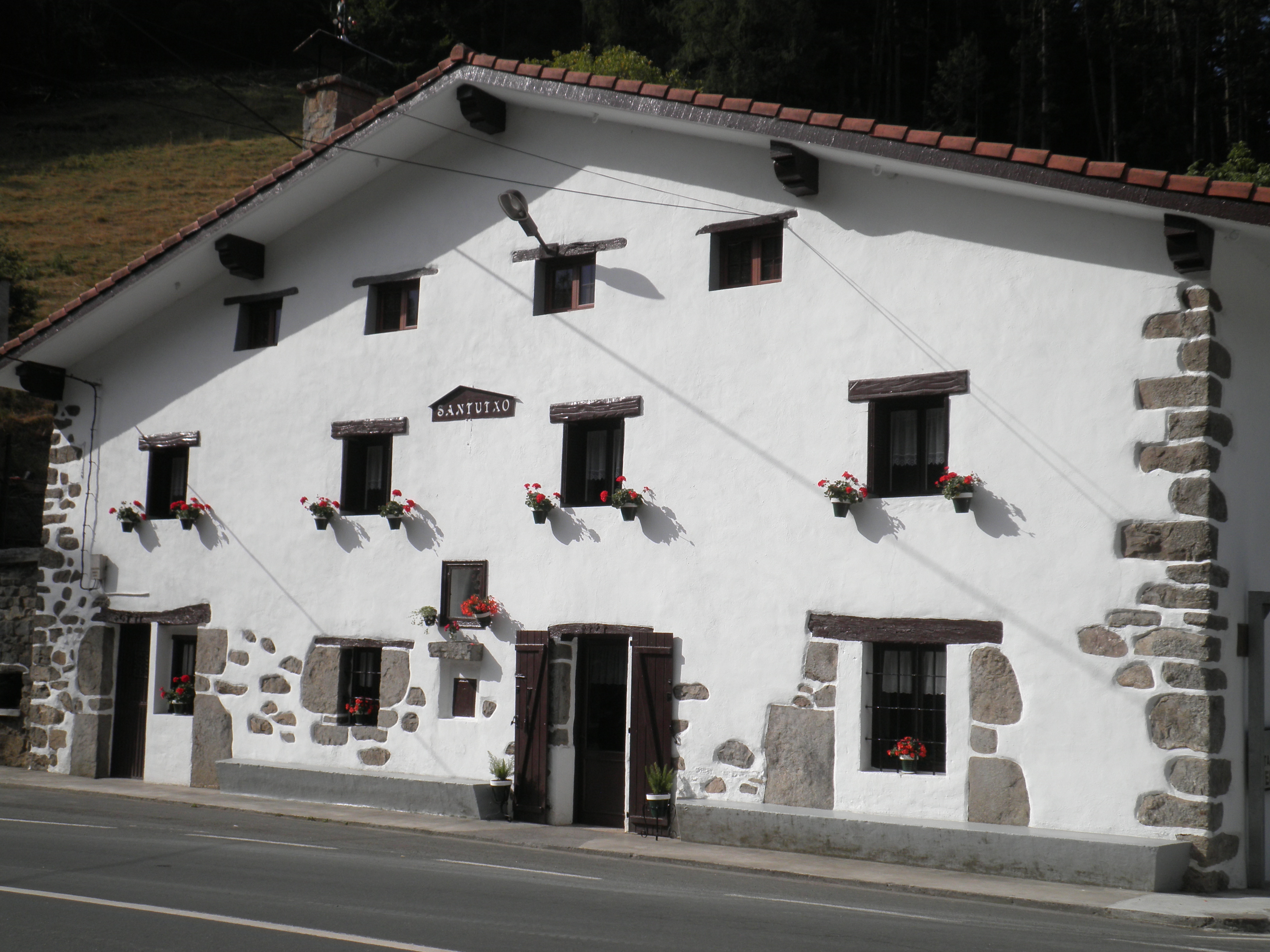
La Benta de "Santutxo", à Albiztur.

Les bentas (appelées bentak en basque) demeurent dans toute la côte cantabrique, avec une tradition particulièrement renouvelée en Navarre et au Pays basque -des deux côtés des Pyrénées-, comme des établissements avec une architecture traditionnelle variée, presque toujours situées aux croisements de voies de communication. Au XIXe siècle, elle servaient toujours d'auberges, restaurants et boutiques. Elles sont aussi fréquemment utilisées comme un lieu de célébration et de réunion gastronomique. Leur ancienneté, comme dans le reste de l'Espagne, est illustrée par la grande présence de toponymes incluant le nom "benta".
Les bentas situées au Pays basque espagnol à proximité de la frontière avec la France ont également souvent attiré la clientèle française de par la différence de prix qu'il a pu y avoir entre les deux pays.

## Proverbes, anciennes expressions et iconographie
Les ventas abondent également dans la littérature populaire, comme théâtre de réflexions et de conseils ; ainsi, par exemple, dans ces proverbes du trésor de la tradition orale et écrite,,:
- "Quand le ventero est à la porte, le diable est dans la venta", ou "ventero à la porte, venta vide".
- "Dans une venta ou bodegón, paie ce qu'on te dira".
- "Homme à cheval, à chaque venta boit un coup".
- "Mal est logé qui arrive tard à la venta".
- "Se faire rouler dans la farine, ça n'arrive pas que dans les ventas".

Dans des peintures, desseins et gravures, l'iconographie des ventas est souvent associée à des thèmes du costumbrismo et à des événements historiques.

## Localisation non exhaustive de ventas

### Castille-La Manche
- Venta de Borondo (BIC)
- Venta de la Inés (BIC)
- Venta de Puerto Lapiche

### Castille-Léon
- Venta Cornejo

### Navarre et Pays basque
- Dantxaria
- Col d'Ibardin
- Sommet de La Rhune
- Béhobie près d'Urrugne
- Oiartzun
- Col d'Ispéguy
- Santutxo